# 保罗·迪雅尔丹
保罗·迪雅尔丹（法語：Paul Dujardin，法語發音：[pɔl dyʒaʁdɛ̃]；1894年5月10日—1959年4月17日），法国男子水球运动员。他曾代表法国参加1924年和1928年夏季奥林匹克运动会水球比赛，共获得一枚金牌和一枚铜牌。